# Venyukovioidea
Venyukovioidea é uma infraordem de anomodontes terapsídeos do Permiano na Rússia. Ele inclui os gêneros Otsheria, Venyukovia, Ulemica e Suminia.
Venyukovioidea e o Dromasauria, foram tradicionalmente considerados os dois principais grupos de anomodontes basais. Dromasauria foi considerado do grupo de Gondwana, enquanto Venyukovioidea era do grupo de Euramerican. Estudos mais recentes consideram Dromasauria ser um parafilético. O Venyukovioidea, surgiu supostamente na África e foi submetido a uma "radiação evolutiva" na Rússia.